# 孙菊生 (画家)
孙菊生（1913年—2018年6月19日），字晓湖，别号雪彡翁，中国现代国画画家，善画猫，因而被誉为“猫王”。

## 生平
出生于北京，祖籍浙江余姚。孙菊生出生于书香世家，曾祖父孙文晋一辈曾出过五位进士。他幼年从母习画，也曾师从其父的朋友沈子长学习花鸟。少年时就有画名，13岁时加入湖社画会，在《湖社月刊》上登载《秋菊图》。因其在湖社成员中年纪最小，而被戏称“小湖”。后因父以其号不雅而改为“晓湖”。1931年被齐白石收为记名弟子。1936年考入辅仁大学物理系。后来与李苦禅结识，在尼克松访华时曾受邀作画。1985年在北京市文史研究馆任职，1984至2003年担任北京湖社画会会长，此外也是中国美术协会会员。除去绘画之外，他还曾在武汉工业大学担任物理教授。